# Håkan Rydin (farmakolog)
Carl Håkan Rydin, född 30 augusti 1902 i Seglora, Älvsborgs län, död 6 juni 1985 i Bromma, Västerleds församling, Stockholm var en svensk farmakolog.
Rydin blev medicine licentiat 1933, medicine doktor vid Uppsala universiet 1935, docent i farmakologi i Uppsala 35 och vid Karolinska institutet 1942. Han blev t.f. assistent vid Statens farmaceutiska laboratorium 1936, laborator där 1938 och var föreståndare 1942-1956, från 1947 som professor. Han blev professor i farmakodynamik och toxikologi vid Farmaceutiska institutet 1956, och var institutets rektor från 1962 tills att det uppgick i Uppsala universitet som dess farmaceutiska fakultet.
Han var ordförande i nordiska farmakopénämndens biologiska standardiseringskommitté från 1952.